# Ptoo
Ptoo, Ptoos o Ptous (en griego, Πτῶος), en la mitología griega, fue el epónimo del monte Ptoo en Beocia en donde se encontraba la ciudad de Acrefias. Se cree que era hijo de Atamante y Temisto o de Acrefeo y Euxipe. Otras referencias lo hacen hijo de Apolo y Zeuxipe, una hija de Atamante.

## Epíteto de Apolo
Ptoo era también un epíteto de Apolo, bajo el que el dios fue honrado en un santuario cerca de Acrefias, no lejos de Tebas. Pero también el epíteto puede estar vinculado al nombre del Ptoo anterior.
Sus fiestas, las Ptoia, sufrieron una interrupción a principios de la época del Imperio romano pero unos años más tarde, en época de Calígula, un ciudadano de Acrefnio llamado Epaminondas fue su agonoteta y las recuperó con más magnificencia que antes. Perduraron al menos hasta el siglo III.